# NGC 6669
NGC 6669 – asteryzm składający się z pięciu lub sześciu słabych gwiazd, znajdujący się w gwiazdozbiorze Herkulesa. Odkrył go Albert Marth 2 lipca 1864 roku i skatalogował jako obiekt typu „mgławicowego”. Sąsiednie słabsze gwiazdy również mogły przyczynić się do tego, że obiekt ten wydawał się odkrywcy zamglony.
Niektóre katalogi i bazy obiektów astronomicznych (np. SIMBAD) podają, że NGC 6669 to galaktyka LEDA 62160 (PGC 62160).